# Editorial Grijalbo
L'Editorial Grijalbo va ser una editorial mexicana amb representació a l'Estat espanyol, que actualment pertany al grup Penguin Random House Mondadori.
L'editorial la va fundar Joan Grijalbo, un exiliat català a Mèxic, que va aconseguir muntar editorials per tota l'Amèrica Llatina gràcies a èxits com El padrí, de Mario Puzo. El 1957 va establir una delegació a Barcelona.
El 1974, va crear el segell Ediciones Junior, S.A., dedicat a editar còmics franco-belgues, com Astèrix el Gal, Blueberry, Iznogud o Valerian. Sis anys després, es va associar directament amb Dargaud. Cap a la meitat de la dècada de 1980, aprofitant la crisi de l'Editorial Bruguera, va entrar també en el mercat del còmic amb les revistes Guai! (1986) i Yo y Yo (1987). El 1989, el grup italià Mondadori va comprar l'editorial.

## Fons i documentació
Un breu recull de la seva documentació històrica, consistent en contractes per diverses obres, es conserva a la Biblioteca de Catalunya.